# Diocesi di Little Rock
La diocesi di Little Rock (in latino Dioecesis Petriculana) è una sede della Chiesa cattolica negli Stati Uniti d'America suffraganea dell'arcidiocesi di Oklahoma City. Nel 2023 contava 166.293 battezzati su 3.045.637 abitanti. È retta dal vescovo Anthony Basil Taylor.

## Territorio
La diocesi comprende l'intero Stato dell'Arkansas.
Sede vescovile è la città di Little Rock, capitale dello Stato, dove si trova la cattedrale di Sant'Andrea (Saint Andrew).
Il territorio si estende su 137.733 km² ed è suddiviso in 91 parrocchie.

## Storia
La diocesi fu eretta il 28 novembre 1843 con il breve In suprema militantis di papa Gregorio XVI, ricavandone il territorio dalla diocesi di Saint Louis (oggi arcidiocesi). Il primo vescovo fu consacrato il 10 marzo 1844 e fece il suo ingresso in città a cavallo il 4 giugno di quello stesso anno.
Il 19 luglio 1850 la diocesi entrò a far parte della provincia ecclesiastica di New Orleans
Nel decennio successivo dilagò il movimento anticattolico dei Know Nothing, che nel 1854 incendiò una chiesa a Helena.
Il 14 maggio 1876 la diocesi cedette una porzione del suo territorio a vantaggio dell'erezione della prefettura apostolica del Territorio indiano (oggi arcidiocesi di Oklahoma City).
Intorno agli anni 1880 la diocesi completò la sua organizzazione: nel 1881 fu consacrata la cattedrale e in tutto il decennio si mise mano alla costruzione di scuole e chiese.
Nel 1911 fu aperto il seminario diocesano.
Negli anni 1950 si pose il problema della segregazione razziale. Esistevano in precedenza chiese riservate ai negri, che vennero gradualmente chiuse, in un processo di integrazione fra le diverse razze. Nel 1957 il vescovo protestò contro il divieto posto dall'autorità all'iscrizione nel liceo diocesano di studenti negri.
Negli anni 1960 il vescovo dovette affrontare alcuni insegnanti del seminario, che contestavano la dottrina della Chiesa su alcuni punti, come il controllo delle nascite e l'infallibilità papale. Per lo stesso motivo il seminario fu chiuso nel 1967.
Il 13 dicembre 1972 la diocesi ha lasciato la provincia ecclesiastica di New Orleans per entrare a far parte di quella di Oklahoma City.
Nel nuovo millennio l'apostolato si rivolge soprattutto ai fedeli ispanici, immigrati nella diocesi in numero consistente.
Nell'ottobre 2007 sei suore della diocesi sono state colpite da scomunica per aver aderito ad un'associazione scismatica canadese.

## Cronotassi dei vescovi
Si omettono i periodi di sede vacante non superiori ai 2 anni o non storicamente accertati.
- Andrew Byrne † (28 novembre 1843 - 10 giugno 1862 deceduto)
  - Sede vacante (1862-1866)
- Edward Fitzgerald † (24 aprile 1866 - 21 febbraio 1907 deceduto)
- John Baptist Morris † (21 febbraio 1907 succeduto - 22 ottobre 1946 deceduto)
- Albert Lewis Fletcher † (7 dicembre 1946 - 4 luglio 1972 ritirato)
- Andrew Joseph McDonald † (4 luglio 1972 - 4 gennaio 2000 ritirato)
- James Peter Sartain (4 gennaio 2000 - 16 maggio 2006 nominato vescovo di Joliet)
- Anthony Basil Taylor, dal 10 aprile 2008

## Statistiche
La diocesi nel 2023 su una popolazione di 3.045.637 persone contava 166.293 battezzati, corrispondenti al 5,5% del totale.
| anno | popolazione | popolazione | popolazione | presbiteri | presbiteri | presbiteri | presbiteri                | diaconi | religiosi | religiosi | parrocchie |
| anno | battezzati  | totale      | %           | numero     | secolari   | regolari   | battezzati per presbitero | diaconi | uomini    | donne     | parrocchie |
| ---- | ----------- | ----------- | ----------- | ---------- | ---------- | ---------- | ------------------------- | ------- | --------- | --------- | ---------- |
| 1950 | 36.943      | 1.899.387   | 1,9         | 161        | 108        | 53         | 229                       |         | 115       | 608       | 95         |
| 1966 | 50.983      | 1.933.000   | 2,6         | 199        | 137        | 62         | 256                       |         | 104       | 743       | 85         |
| 1970 | 55.296      | ?           | ?           | 171        | 111        | 60         | 323                       |         | 120       | 600       | 79         |
| 1976 | 55.991      | 2.006.019   | 2,8         | 171        | 107        | 64         | 327                       | 1       | 107       | 476       | 80         |
| 1980 | 56.911      | 2.205.000   | 2,6         | 180        | 114        | 66         | 316                       | 2       | 120       | 534       | 84         |
| 1990 | 62.032      | 2.384.060   | 2,6         | 162        | 110        | 52         | 382                       | 47      | 95        | 383       | 130        |
| 1999 | 89.091      | 2.522.813   | 3,5         | 148        | 83         | 65         | 601                       | 77      | 41        | 314       | 90         |
| 2000 | 90.612      | 2.538.303   | 3,6         | 160        | 100        | 60         | 566                       | 76      | 98        | 327       | 90         |
| 2001 | 93.480      | 2.551.373   | 3,7         | 160        | 99         | 61         | 584                       | 76      | 93        | 298       | 90         |
| 2002 | 100.820     | 2.673.400   | 3,8         | 159        | 98         | 61         | 634                       | 78      | 91        | 289       | 90         |
| 2003 | 103.091     | 2.692.090   | 3,8         | 151        | 97         | 54         | 682                       | 92      | 90        | 268       | 88         |
| 2004 | 106.051     | 2.710.079   | 3,9         | 148        | 94         | 54         | 716                       | 90      | 88        | 253       | 88         |
| 2011 | 131.976     | 2.889.450   | 4,6         | 139        | 100        | 39         | 949                       | 86      | 64        | 178       | 89         |
| 2013 | 142.050     | 2.937.979   | 4,8         | 127        | 94         | 33         | 1.118                     | 116     | 60        | 158       | 89         |
| 2016 | ?           | 2.966.369   | ?           | 136        | 97         | 39         | ?                         | 108     | 66        | 164       | 89         |
| 2017 | 155.911     | 2.978.204   | 5,2         | 132        | 97         | 35         | 1.181                     | 102     | 62        | 145       | 89         |
| 2019 | 157.740     | 3.013.825   | 5,2         | 141        | 107        | 34         | 1.118                     | 95      | 59        | 121       | 90         |
| 2021 | 154.382     | 3.027.700   | 5,1         | 135        | 107        | 28         | 1.143                     | 88      | 57        | 120       | 91         |
| 2023 | 166.293     | 3.045.637   | 5,5         | 130        | 101        | 29         | 1.279                     | 87      | 54        | 115       | 91         |